# Oggetti non stellari nella costellazione del Microscopio
Principali oggetti non stellari visibili nella costellazione del Microscopio.

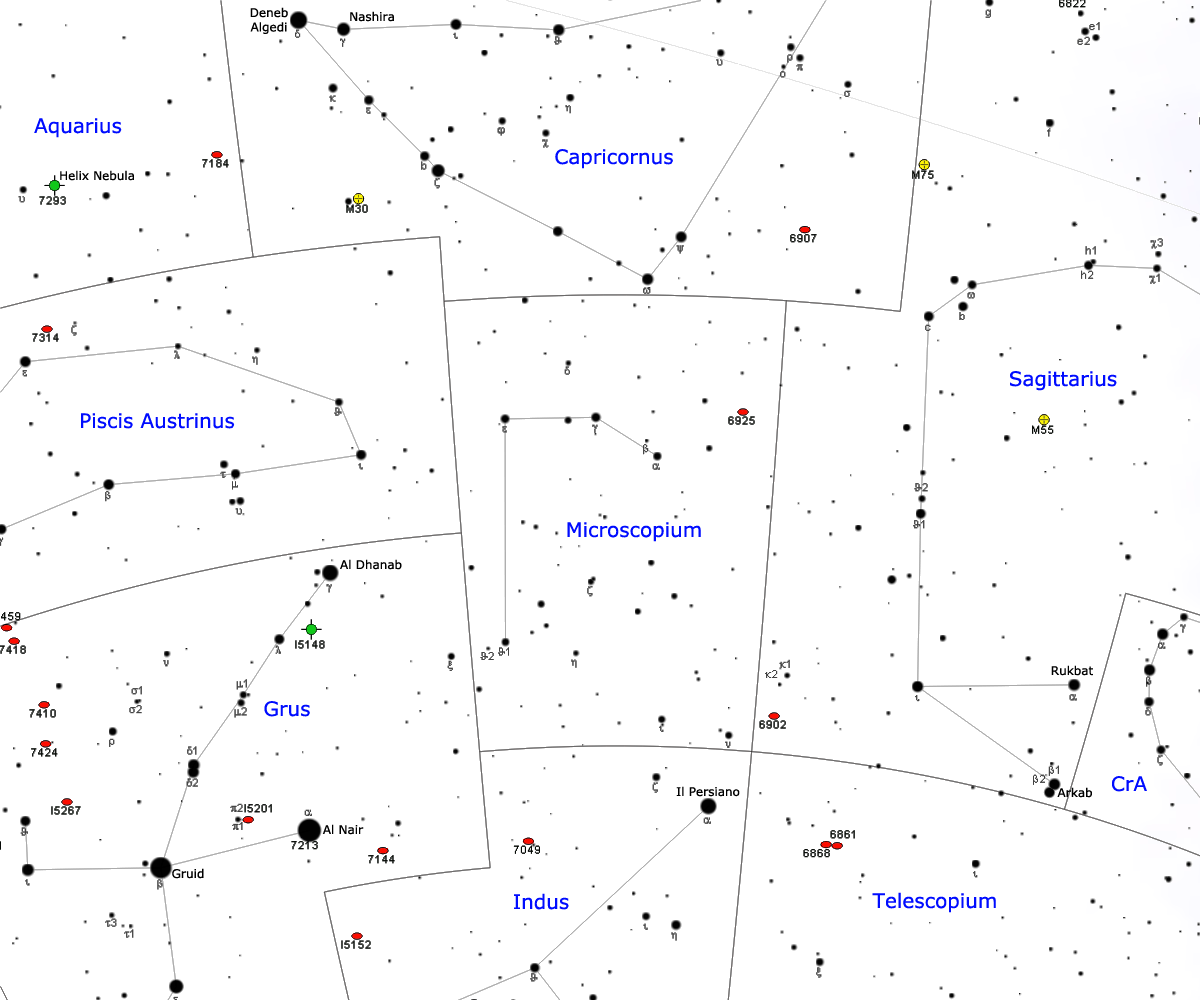
Mappa della costellazione del Microscopio.

## Galassie
- IC 5086
- NGC 6925

## Ammassi di galassie
- Abell 3693
- Abell 3695
- Abell 3696
- Abell 3705